# Akela (Het jungleboek)
Akela, ook bekend als Akela de Grote, Akela de Eenzame en Grote Wolf, is een personage gecreëerd door Rudyard Kipling. De wolf komt voor in de Jungleboekverhalen. Akela is de leider van de Seoni-roedel die bestaat uit Indische wolven. Verder is hij voorzitter van de raadsvergaderingen. Tijdens zulke vergadering werd ooit beslist dat het wolfskind Mowgli door de roedel wordt opgenomen met Akela als zijn mentor.
Akela is afkomstig van het woord Akelā wat "enkel" of "solitair" betekent in het Hindi en Urdu.
Kipling portretteert Akela met het karakter van een Britse gentleman. Hij is groot, grijs en sterk

## Achtergrond
Zo'n tien jaar nadat Mowgli wordt geadopteerd door de roedel, duikt de tijger Shere Khan op. Hij is een vijand van Akela. Shere Khan heeft enkele jonge wolven aan zijn kant gekregen en tracht Akela af te zetten als leider van de raad en de groep. Daardoor zal Akela Mowgli niet langer kunnen beschermen. Daarbij komt dat oude wolven traditioneel gezien worden verdreven of gedood door de jongere. Akela heeft deze ouderdom nog niet bereikt, maar Shere Khan misleidt de andere wolven: hij laat Akela jagen op een jonge reebok wetende dat Akela deze niet zal kunnen vangen. Mowgli verdedigt Akela en verdrijft Shere Khan en zijn trawanten met een brandende tak.

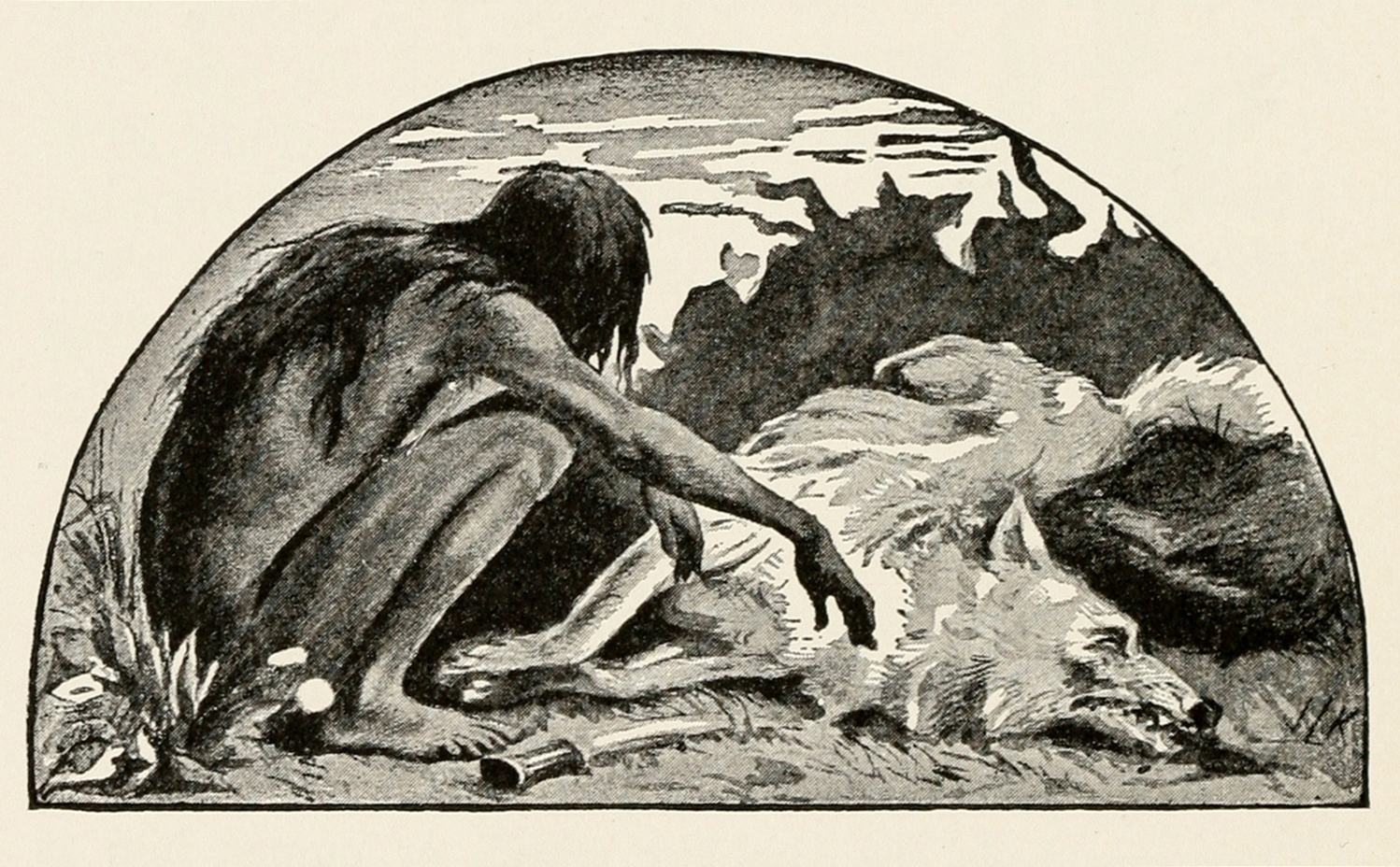
De dood van Akela na zijn gevecht met Aziatische rode honden.
Bron: pagina 280 - The Two Jungle Books - editie 1895

Na het vertrek van Shere Khan willen de overgebleven wolven dat Akela blijft. Hij weigert om nog langer aanvoerder te zijn en beslist de roedel te verlaten en een solitair leven te leiden. Zijn rol wordt overgenomen door Phao. Mowgli keert naar de mensenwereld. Akela en Mowgli ontmoeten elkaar later opnieuw en besluiten om Shere Khan te vermoorden. Daarvoor laten ze de waterbuffels van het dorp ontsnappen en lokken ze Shere Khan in de val. De tijger wordt daarbij vertrapt.
Enkele jaren later wordt Mowgli verdreven uit de mensenwereld. Hij keert terug naar de roedel, die met uitsterven bedreigd is na een aanval van rode honden, die heel wat wolven hebben gedood. Akela en Mowgli gaan in tegenaanval, maar Akela komt in het gevecht te sterven in het bijzijn van Mowgli. Door de dood van Akela beslist Mowgli op zeventienjarige leeftijd definitief terug te keren naar de mensenwereld.

## in andere media

### Disney
In de Disney-animatiefilm Jungle Boek uit 1967 heeft Akela slechts een kleine rol in het begin van de film tijdens de vergadering waarin beslist wordt wat gedaan moet worden met Mowgli na de terugkomst van Shere Khan. Ze besluiten om Mowgli uit de roedel te zetten. De beer Baloe geeft zich vrijwillig op om Mowgli naar het mensendorp te brengen, hoewel de ware toedracht van Baloe niet wordt verteld aan Mowgli.
In een aflevering van de animatieserie Jungle Club verschijnt ook een jonge Akela in samenzijn van Leah. Zij zijn hun roedel ontvlucht omdat leider Cain Leah voor zich wil. Akela en Leah willen schuilen in een oude tempel, maar Shere Khan wil dit niet. Shere Khan tracht daar trouwens al welpen voor zich te winnen. Desondanks helpen de welpen Akela en Leah. Er ontstaat een gevecht tussen Akela en Cain, wat door Akela wordt gewonnen. Op het einde van de aflevering worden Akela en Leah ouders en worden de welpen van de tempel hun meter/peter. Ondanks dit gegeven komen Akela, Leah en hun welpen niet meer voor in andere afleveringen.
Disney bracht in 1998 een eerste live-actionfilm uit gebaseerd op het Jungle boek: The Jungle Book: Mowgli's Story. In deze versie is Akela ook vader van de roedel waarin Mowgli wordt opgenomen. Akela vormt hier een paar met Raksha.
In 2016 bracht Disney een tweede live-actionfilm uit The Jungle Book. In deze adaptie is Akela een grote, grijze, sterke wolf. Hij is aanvoerder van de roedel en voorzitter van de raad, net als in het originele boek. Echter, in deze versie is Akela van mening dat Mowgli te veel mensentrucs gebruikt (waarmee hij het maken van voorwerpen bedoeld) en vreest dat Mowgli daardoor de roedel in gevaar zal brengen. Akela en zijn partner Raksha adopteren Mowgli nadat hij door Bagheera als peuter werd gevonden in een grot. Jaren later eist Shere Khan dat Mowgli aan hem wordt uitgeleverd zodra het droge seizoen voorbij is. Mowgli beslist om de roedel vrijwillig te verlaten in de hoop hen zo te beschermen. Shere Khan vindt dat de eerdere afspraak niet is nagekomen en doodt Akela. Hij neemt de leiding van de roedel over. Wanneer Mowgli verneemt dat Akela dood is, neemt hij wraak. Hij doodt Shere Khan door hem te laten vallen van een dode tak waardoor de tijger in de brandende jungle terechtkomt. Raksha neemt de leiding van de roedel over.

### Jungle Book Shonen Mowgli
In de Japanse animeserie Jungle Book Shonen Mowgli uit 1989 is Akela de leider van een wolvengroep. Vanwege zijn ouderdom gaat hij op zoek naar een volwaardige opvolger. Er wordt een wedstrijd gehouden tussen Alexander en Vermillion. Alexander wint en wordt de nieuwe leider, Nadat Alexander sterft, gaat de leiding over naar Vermillion. Hij verlaat niet veel later de groep om elders leider te worden waardoor Akela weer de leider wordt. Akela is te oud geworden en beslist dat Luri zijn opvolger wordt. Akela blijft wel zijn raadsman en krijgt de titel van "de wijze oude wolf". Op het einde van de serie wordt Akela verwond door jakhalzen. Hoewel hij herstelt van de wonden, sterft hij uiteindelijk aan uitputting.